# Seznam danskih hokejistov na ledu
Seznam danskih hokejistov na ledu.

## A
- Mikkel Aagaard
- Andreas Andreasen

## B
- Mads Bech
- Patrick Bjorkstrand
- Mikkel Bødker
- Phillip Bruggisser

## C
- Mads Christensen
- Nicolai Clausen

## D
- Morten Dahlman
- Sebastian Dahm
- Claus Damgaard
- Jesper Damgaard
- Lasse Degn
- Kasper Degn
- Thor Dresler
- Jesper Duus

## E
- Nikolaj Ehlers
- Lars Eller

## G
- Patrick Galbraith
- Morten Green
- Mike Grey

## H
- Jannik Hansen
- Mathias Bau Hansen
- Nichlas Hardt
- Peter Hirsch

## J
- Julian Jakobsen
- Dan Jensen
- Jesper Jensen
- Jesper B. Jensen
- Nicholas Jensen
- Nicklas Jensen
- Thomas Johnsen

## K
- Emil Kristensen

## L
- Philip Larsen
- Matias Lassen
- Stefan Lassen
- Markus Lauridsen
- Oliver Lauridsen

## M
- Michael Madsen
- Morten Madsen
- Nicolai Meyer
- Lars Molgaard
- Mads Moller
- Nicolas Monberg

## N
- Daniel Nielsen
- Frans Nielsen
- Jens Nielsen
- Simon Nielsen
- Bo Nordby-Andersen

## O
- Rasmus Olsen

## P
- Rasmus Pander
- Morten Poulsen

## R
- Peter Regin
- Patrick Russell

## S
- Christian Schioldan
- Michael Smidt
- Georg Sørensen
- Thomas Spelling
- Kim Staal
- Frederik Storm

## T
- Mads True